# Bostadsminister
Bostadsminister är den minister i ett lands regering som ansvarar för bostadspolitik samt plan- och markpolitik. Bostadsfrågor kan hanteras inom ett eget bostadsministerium, men i de flesta länder ingår bostadsfrågor i ett departement med ett bredare ansvarsområde.  
I Finland sorterar bostadsfrågorna under Miljöministeriet. Nuvarande (2012) bostadsminister är Krista Kiuru som också är kommunikationsminister. I Sverige fanns Bostadsdepartementet 1974-1991 och bostadsministern var under denna period departementschef. Efter 1991 har bostadsfrågor ingått i bredare ministerportföljer och hanterats inom olika departement, sedan 2006 av Finansdepartementet.

## Olika länders motsvarigheter till bostadsminister
| Land      | Minister | Ministerium                                                                                    |
| --------- | --- | ---------------------------------------------------------------------------------------------- |
| Finland   | Bostadsminister | Miljöministeriet                                                                               |
| Frankrike | Ministre délégué chargé de la Ville et du Logement (Biträdande minister ansvarig för Stad och Bostad) fr:Ministre du Logement | Ministère de la Cohésion des territoires et des Relations avec les collectivités territoriales |
| Sverige   | Sveriges bostadsminister | Bostadsdepartementet                                                                           |
| Tyskland  | Bundesminister für Verkehr, Bau und Stadtentwicklung (Förbundsminister för transporter, bostäder och stadsplanering)          | Bundesministerium für Verkehr, Bau und Stadtentwicklung (BMVBS)                                |
| USA       | Secretary of Housing and Urban Development                                                                                    | Department of Housing and Urban Development (HUD)                                              |